# Dolph Starbeam
Dolphin George "Dolph" Starbeam is een personage uit de Amerikaanse animatieserie The Simpsons. De stem werd ingesproken door Tress MacNeille en Pamela Hayden.
Dolph heeft lang rood haar dat altijd over zijn rechteroog valt. Hij heeft een joodse achtergrond. Hij is leerling op de lagere school van Springfield, waar hij een van de pestkoppen is. Zijn beste vrienden zijn Jimbo, Kearney en Nelson.
Dolph verschijnt voor het eerst in seizoen 1, aflevering 8 "The Telltale Head".